# Стара військова церква (Дніпро)
Стара військова церква ― зруйнований колишній православний храм у місті Дніпро. Церква розташовувалася на перехрестях сучасних вулиць Героїв Крут та Академіка Чекмарьова.

## Перший військовий храм Катеринослава
У першій половині 1880-х років на південь від Ярмаркової площі будуються казарми для 133-го Сімферопольського та 134-го Феодосійського полків 34-ої піхотної дивізії. У 1885 році, на прохання Військового відомства, одночасно з будівництвом казарм, Міська дума виділяє поряд з казармами на перехрестях вулиць 2-ї Бригадної та 1-ї Казарменної (нині Героїв Крут та академіка Чекмарьова), ділянку для будівництва храму. Невелика дерев'яна церква, виконана за типовим проєктом, була побудована в 1885 (інше джерело вказує 1886). В історію Катеринослава цей храм увійшов як «Перша», а згодом «Стара військова церква».
Хрестовоздвиженський храм був своєрідним музеєм цих полків, у якому зберігалися всі їхні реліквії. У ньому була велика кількість нагород, пам'ятних речей та подарунків, отриманих цими полками, серед яких почесне місце займали нагородні сурми та штандарти. Найбільшої уваги серед меморіальних пам'ятних предметів заслуговував іконостас лівого приділа. Тільки він викликав інтерес у сучасників.
Пояснювалося це тим, що «Іконостас цей зроблено до Церкви Сибірського драгунського полку старанням того ж полку пана Бригадира Якова Васильовича Боувера 1790 року». Такий напис був і на одній із ікон іконостасу. Його передали 134-му Феодосійському полку в 1860-му році з резервів Синоду. Спочатку він призначався для похідної церкви і був виготовлений із полотна. Натягнутий на дерев'яні рами він легко збирався і розбирався. Розташовані у ньому ікони були роботами відомих майстрів ХVIII століття. Окраса іконостасу мала багато військової символіки.
Архітектура та оформлення церковної будівлі значної цінности не мали. Всередині церква була також не дуже привабливою. Низька, маломістка (на 400 осіб), темна і холодна – вона ніяк не відповідала вимогам до міських гарнізонних церков. У 1906 році ухвалюється рішення про будівництво нової гарнізонної церкви, але офіцери цих полків ухвалили інше рішення. Ця церква була для них дуже дорогою. З нею вони провели понад 20 років життя і сильно до неї звикли. Вони вирішили зробити у ній капітальний ремонт та почали збирати для цього гроші.
Зібравши близько 6-ти тисяч рублів, вони звернулися 1912 року за допомогою до різних інстанцій. Їм допомогли місто, земство, місцеві і навіть імператор Микола II виділив для цього 3 тисячі рублів. 1913-го року церкву відремонтували всередині та обклали цеглою зовні. Старий іконостас та полкові реліквії були збережені та залишилися на місці.

## Нова військова церква
Але питання про будівництво нової гарнізонної церкви для військових не залишилося поза увагою. На початку ХХ століття командування 34-ї піхотної дивізії отримало дозвіл та гроші (44000 рублів) на будівництво в Катеринославі ще однієї, однойменної церкви. Місце для будівництва храму обрали на площі Абрамовича. Необхідно зауважити, що площею Абрамовича називалася велика незабудована ділянка міста між вулицями Міткою (вул. Архітектора Олега Петрова), Нагірний (вул. Паторжинського), Жуковського (вул. Левка Лук'яненка) та Семінарської (вул. Володимира Моссаковського). А свою назву площа отримала від імені єврейського купця Абрама Абрамовича, який жив по сусідству – на вулиці Жуковського, 25.

## Жертва державного вандалізму
За радянських часів військові Хрестовоздвиженські храми колишнього Катеринослава було ліквідовано. У січні 1930 року рішенням Дніпропетровського окрвиконкому було закрито Стару церкву, а невдовзі, у грудні 1932 року, закрили і Новий військовий храм зі стандартно-знущальним формулюванням «у зв'язку з відмовою релігійної громади від користування нею». Стара військова церква ще до війни зникла з міста - була знищена наприкінці 1930-х років. Згодом на її місці збудували середню школу №10.

## Див.також
Храми Дніпра
Православ'я у Дніпропетровський області